# Bradypodicola hahneli
Bradypodicola hahneli (лат.) — вид молевидных бабочек-огневок из семейства Pyralidae. Единственный вид рода Bradypodicola (Chrysauginae).

## Распространение
Южная Америка (Бразилия).

## Описание
Гусеницы-копрофаги, питаются фекалиями млекопитающих из семейства трёхпалые ленивцы, а имаго бабочек обнаруживаются в меху этих млекопитающих (форезия). В то время когда ленивец слезает с дерева для дефекации, бабочки этого вида откладывают в его экскременты яйца, из которых затем выходят гусеницы, питающиеся ими.
Вид и род были впервые описаны в 1906 году Арнольдом Спулером. Род включён в состав подсемейства Chrysauginae, а ранее выделялся в отдельное самостоятельное подсемейство Bradypodicolinae.